# Distretto di Erqi
Il distretto di Erqi (二七区S, Èrqī QūP) è un distretto della Cina, situato nella provincia di Henan e amministrato dalla prefettura di Zhengzhou.